# Grabkreuz am Brunnen 112

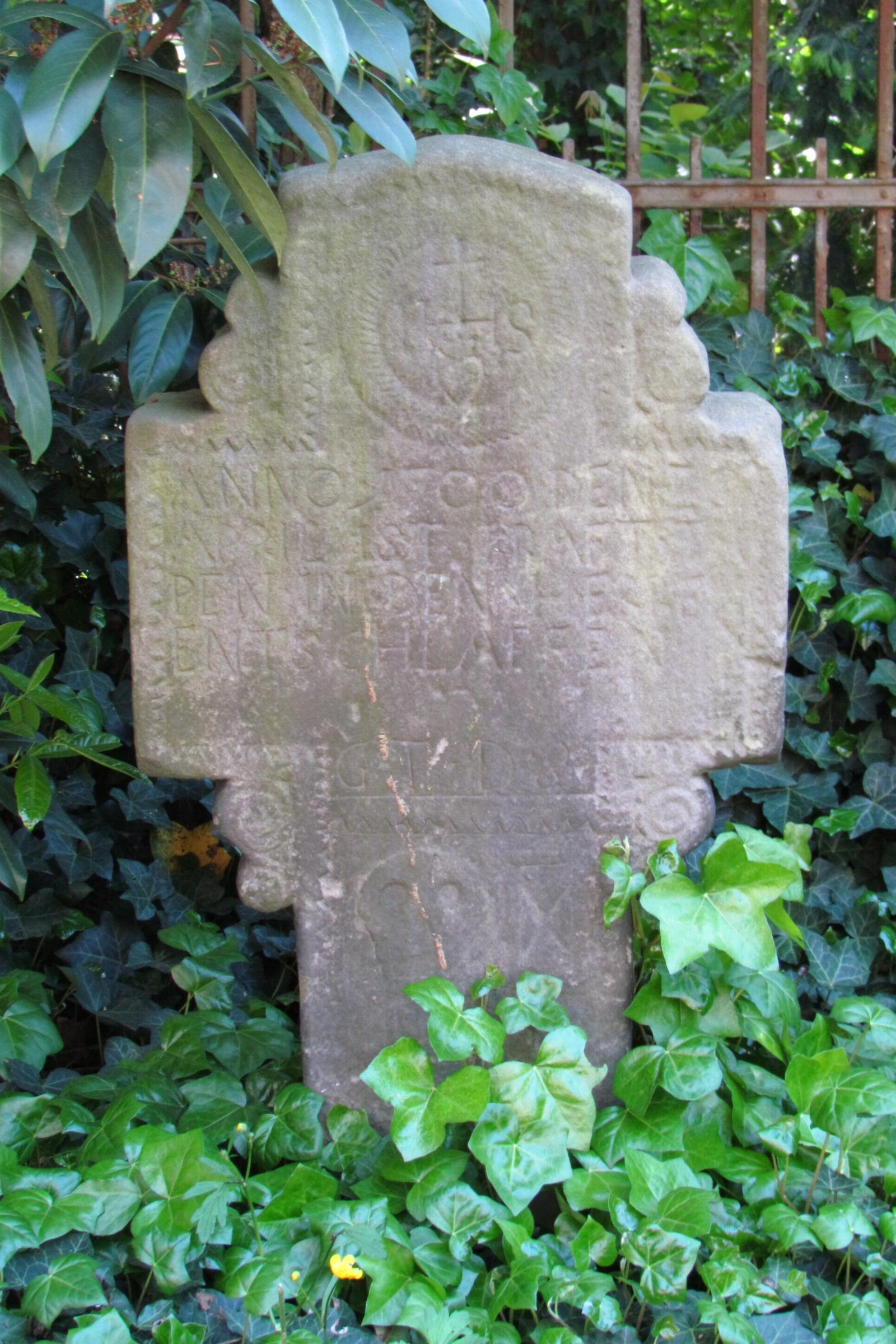
Grabkreuz am Brunnen

Das Grabkreuz am Brunnen steht in Korschenbroich  im Rhein-Kreis Neuss in Nordrhein-Westfalen in einer Gruppe mit anderen Grabkreuzen am Kirchplatz 4.
Das Grabkreuz wurde 1700 erbaut und unter Nr. 112 am 2. Juni 1987 in die Liste der Baudenkmäler in Korschenbroich eingetragen.
Bei dem Grabkreuz handelt es sich um ein Kreuz aus Liedberger Sandstein mit einer Tiefe von 19,5 cm und einer Breite von 55 cm aus dem Jahre 1700. Auf der Vorderseite befindet sich die Grabinschrift „ANNO 1700 DEN 7. APRIL IST KRAFT… T…PEN IN DEM HERREN ENTSCHLAFEN GTDS“, darunter das Bildnis eines Schädels mit gekreuzten Knochen. Auf der Rückseite befindet sich das Bildnis eines Herzes mit drei Pfeilen sowie je einem Kreuz darüber und darunter. Das Kreuz ist von künstlerischer und volkskundlicher Bedeutung und daher als Denkmal erhaltenswert.